# WebML
WebML (Web Modelling Language) è una notazione visuale per la specifica di composizione e navigazione di applicazioni ipertestuali per il Web.
WebML è basato su standard diffusi come il modello entità-relazione e UML, e consente di specificare applicazioni Web complesse in modo indipendente dalla piattaforma. 
WebML è composto da un insieme di modelli, indirizzati a specificare aspetti ortogonali delle applicazioni Web:
- modello dei dati (materializzati + derivati)
- modello di ipertesto (composizione + navigazione)
- modello di presentazione

WebML è associato a un processo di sviluppo di tipo MDA/MDD. Nelle sue recenti estensioni include la specifica di processi di business e di integrazione di web services. 
Nel 2013 WebML viene esteso per ricoprire una vasta gamma di interfacce front-end; da questa evoluzione nasce l'Interaction Flow Modeling Language (IFML), adottato come standard dall'Object Management Group (OMG).